# Rezerwat przyrody Olsza kosa w Stężnicy
Olsza kosa w Stężnicy – rezerwat przyrody znajdujący się na gruntach należących do wsi Stężnica, w gminie Baligród, w powiecie leskim, w województwie podkarpackim. Leży w granicach Wschodniobeskidzkiego Obszaru Chronionego Krajobrazu, w zasięgu terytorialnym Nadleśnictwa Baligród, ale poza jego gruntami.
numer według rejestru wojewódzkiego – 23
powierzchnia według aktu powołującego – 1,78 ha (akt powołujący podawał 1,79 ha)
dokument powołujący – M.P. z 1974 r. nr 20, poz. 121
rodzaj rezerwatu – florystyczny
- typ rezerwatu – florystyczny

- podtyp rezerwatu – krzewów i drzew

- typ ekosystemu – łąkowy, pastwiskowy, murawowy i zaroślowy

- podtyp ekosystemu – łąk mezofilnych

przedmiot ochrony – stanowisko olszy zielonej zwanej olszą kosą.
W chwili utworzenia rezerwatu olsza zielona zajmowała 95% jego powierzchni, jednak w wyniku postępującej sukcesji wycofała się z terenu objętego granicami rezerwatu. Obecnie przeważa tu młody drzewostan, w którym dominują: wierzba iwa, jesion i sosna. Z roślin chronionych występuje tu: zimowit jesienny, kukułka szerokolistna i podkolan biały.